# Кашмирски език
Кашмирският език е език от дардската подгрупа на индоарийските езици. Говорен е от 7 милиона кашмирци, главно в индийската територия Джаму и Кашмир. Говори се и в съседната пакистанска територия Азад Кашмир.
Макар официалният език в Джаму и Кашмир да е урду, кашмирският е признат за регионален език в щата и е сред двадесет и двата езика с официален статут в Индия.

## Географско разпределение и статут
Около 7 милиона души говорят кашмирски език и диалектите му в Джаму и Кашмир и в кашмирската диаспора в другите щати на Индия. Повечето кашмироговорещи се намират в Кашмирската долина в Джаму и Кашмир.
Кашмирски се говори и в Пакистан, най-вече в територията Азад Кашмир, където кашмироговорещите са концентрирани в долините Нилам и Липа. Броят им не е известен с точност, но според приблизителна оценка от 2012 г, той възлиза на 130 000.
Кашмирският е един от двадесет и двата езика с официален статут в Индия и е се упоменава в конституцията на Джаму и Кашмир. Повечето кашмироговорещи говорят урду или английски като втори език. След ноември 2008 г. кашмирският се изучава като задължителен предмет във всички държавни училища в Кашмирската долина до средно образование.

## Писменост
В кашмирския език има три правописни системи: шарада, арабска и деванагари. Може да се изписва и с латиница, което най-често се практикува онлайн.
В миналото, кашмирският се изписва с шарада след 8 век. В днешно време, обаче, тази писменост е изпаднала от употреба, освен при религиозните церемонии. В днешно време се изписва с персийско-арабска писменост или с деванагари (с някои модификации). Правителството на Джаму и Кашмир признава персийско-арабската писменост за официална на кашмирския език. Все пак, арабската писменост в кашмирския обикновено се свързва с кашмирците мюсюлмани, докато деванагари писмеността – с индуистката общност.